# رضا قريرة
رضا قريرة (سوسة، 21 أوت 1955 - )، سياسي تونسي كان عضوا في الحكومة بدون انقطاع بين 1992 و2011 وهو آخر وزير للدفاع في عهد زين العابدين بن علي.

## حياته العلمية والمهنية
درس قريرة بمعهد الذكور بسوسة ثم بعد نجاحه في الباكالوريا بالأقسام التحضيرية بمعهد لوي الأكبر بباريس اختصاص رياضيات ليلتحق بعدها بالمدرسة المركزية باريس حيث احرز على دبلوم مهندس وعلى شهادة الدراسات المعمقة في الكيمياء. تحصل قريرة أيضا أثناء دراسته في فرنسا على إجازة في العلوم الاقتصادية من جامعة باريس 1 - بانتيون سوربون وعلى دبلوم من المدرسة الوطنية للإدارة . بعد عودته إلى تونس شغل عدة خطط في الوزارة الأولى وفي عام 1991 تولى منصب رئيس مدير عام للبنك العربي التونسي الليبي للتنمية والتجارة ثم كاتب عام وزارة الخارجية.

## حياته السياسية

### في عهد بن علي
عين في جانفي 1992 كاتبا عاما للحكومة ثم في أفريل 1999  كثاني وزير لأملاك الدولة والشؤون العقارية بعد مصطفى بوعزيز. بقي قريرة محافظا على المنصب قرابة 11 عاما ليعين في جانفي 2010 بصفة مفاجئة وزيرا للدفاع الوطني خلفا لكمال مرجان. حزبيا انتمى قريرة إلى للجنة المركزية للتجمع الدستوري الديمقراطي وكان رئيسا لشعبة حزبية في منطقة المنار 2.

### اثناء الثورة وبعدها
بقي دوره في يوم هروب بن علي في 14 جانفي 2011 غير واضحا حيث اقر أنه هو الذي اعطى الأمر بإلقاء القبض على علي السرياطي مدير الأمن الرئاسي  في حين ظل ملتبسا حول مكالماته مع الرئيس ومع الجنرال رشيد عمّار وموقفه من حادثة إيقاف أفراد عائلة الطرابلسي في المطار. غادر قريرة الوزارة في 27 جانفي صحبة وزراء حزب التجمع وفي سبتمبر 2011. اودع السجن في على خلفية قضية فساد متعلقة بعمله كوزير لأملاك الدولة. إضافة إلى الملف الذي سجن من أجله احيل قريرة إلى النيابة العمومية في قرابة 60 قضية في «استغلال شبه موظف لصفته لاستخلاص فائدة لا وجه لها لنفسه أو لغيره أو للإضرار بالإدارة»  في علاقة مع صفقات ابرمت مع عائلة الرئيس المخلوع على حساب أملاك الدولة. في مارس 2013 اعلنت جريدة الشروق أن قريرة يعاني من توعك صحي ويرفض العلاج. افرج عنه في 4 مارس 2014.
متزوج وله ابنان.

## وصلات خارجية
- حوار مع إذاعة موزاييك أف أم حول شهادته في أحداث 14 جانفي